# Đài thiên văn Arecibo
Đài thiên văn Arecibo là một kính viễn vọng vô tuyến đặt tại đô thị tự quản Arecibo, Puerto Rico. Đài thiên văn này được điều hành bởi SRI International, USRA và UMET, theo thỏa thuận hợp tác với Quỹ Khoa học Quốc gia (NSF). Đài thiên văn này cũng được gọi là Trung tâm quốc gia Thiên văn học và Ionosphere, mặc dù "NAIC" đề cập đến cả hai đài thiên văn và các nhân viên vận hành nó. Từ khi xây dựng vào những năm 1960 cho đến năm 2011, đài thiên văn được quản lý bởi Trường Đại học Cornell.

## Bước ngoặt 1974
Năm 1974, để đánh dấu sự kiện tu sửa kính viễn vọng Arecibo, người ta đã gửi một thông điệp đến cụm sao cầu M13 với hi vọng trí thông minh nhân tạo ngoài vũ trụ có thể thu nhận và giải mã nó. Đó là thông điệp Arecibo.